# Cardiocondyla semiargentea
Cardiocondyla semiargentea (лат.) — вид мелких муравьёв рода Cardiocondyla из подсемейства мирмицин (Myrmicinae). Эндемик провинции Северный Сулавеси, занимающей оконечность полуострова Минахаса индонезийского острова Сулавеси, встречается на высотах от 385 до 1150 м. Название происходит от латинских слов semi (полу-) и argentum (серебро) из-за менее развитого серебристого опушения на голове и мезосоме по сравнению с Cardiocondyla argentea.

## Описание
Длина около 2 мм. Основная окраска тела коричневая, но сильно варьирует вплоть до двухцветной (голова до желтоватого, а брюшко и грудь до буровтао-чёрного). Отличается от близких видов следующими признаками: передний клипеальный край между уровнем лобных килей довольно прямой или слегка вогнутый, затылочный край слегка вогнут. Скапус сравнительно длинный, глаза мелкие, но крупнее чем у C. argentea. Вид был впервые описан в 2023 году немецким мирмекологом Б. Зейфертом (Bernhard Seifert; Зенкенбергский музей). C. semiargentea морфологически сходен с видом Cardiocondyla argyrotricha. Биология неизвестна. Вместе с C. argentea, C. argyrotricha, C. latifrons, C. micropila, C. pirata эти виды отнесены к видовой группе Cardiocondyla argentea Group, для которой характерны равномерно выпуклый дорсальный профиль мезосомы с отсутствующей или только предполагаемой метанотальной впадиной и в дорсальном виде без пронотальных углов, проподеальные шипы хорошо развиты, постпетиолярный стернит заметно двулопастной.